# الطويلة (صعدة)
الطويلة هي إحدى قرى الجمهورية اليمنية. وهي تتبع جغرافيًا لمحافظة صعدة. وإداريًا لمديرية سحار. يبلغ تعداد سكانها 3073 نسمة حسب الإحصاء الذي جرى عام 2004.